# Stephen Furst
Stephen Furst (született Stephen Nelson Feuerstein) (Norfolk, Virginia, 1954. május 8. – Moorpark, Kalifornia, 2017. június 16.) amerikai színész.

## Filmjei

### Mozifilmek
- American Raspberry (1977)
- Party zóna (Animal House) (1978)
- Swim Team (1979)
- Scavenger Hunt (1979)
- Őrült éjjel (Midnight Madness) (1980)
- The Unseen (1980)
- Getting Wasted (1980)
- Néma düh (Silent Rage) (1982)
- Haláli buli (Class Reunion) (1982)
- Up the Creek (1984)
- Álomcsapat (The Dream Team) (1989)
- A nindzsakölyök (Magic Kid) (1993)
- A nindzsakölyök visszavág (Magic Kid II) (1994)
- Fürtöcske és a mackók (Goldilocks and the Three Bears) (1995)
- Cops n Roberts (1984)
- Nagytappancs 2: Visszatérés a kis jetihez (Little Bigfoot 2: The Journey Home) (1998)
- Deadly Delusions (1999)
- A kis hableány 2. – A tenger visszavár (The Little Mermaid II: Return to the Sea) (2000, hang)
- Title to Murder (2001)
- Begolyózott gólyák (Going Greek) (2001)
- Echos of Enlightenment (2001)
- Bővér szálló (Sorority Boys) (2002)
- Searching for Haizmann (2003)
- Autopsy Room Four (2003, rövidfilm)
- Living in Walter's World (2003, rövidfilm)
- Szobatársak – Addig nyújtózkodj, amíg az albérlőd tart! (Roomies) (2004)
- Everything's Jake (2006)
- Seven Days of Grace (2006)

### Tv-filmek
- The Bastard (1978)
- Revenge of the Gray Gang (1981)
- Two Reelers (1981)
- For Members Only (1983)
- Másnap (The Day After) (1983)
- Pigs vs. Freaks (1984)
- Alf Loves a Mystery (1987)
- Ha kedd van, akkor az megint Belgium (If It's Tuesday, It Still Must Be Belgium) (1987)
- Howie and Rose (1991)
- Payback (1992)
- Shake, Rattle and Rock! (1994)
- Amerikai jakuza 2: Kettős fedezékben (Back to Back) (1996)
- Babylon 5: Baljós lelet (Babylon 5: Thirdspace) (1998)
- Karácsonyi vakáció 2. (Christmas Vacation 2: Cousin Eddie's Island Adventure) (2003)
- Az ítéletidő urai (Path of Destruction) (2005)
- Against Type (2006)
- A kígyókirály ébredése (Basilisk: The Serpent King) (2006)

### Tv-sorozatok
- Movin' On (1975, egy epizódban)
- Family (1978, egy epizódban)
- Take Down (1979, öt epizódban)
- Delta House (1979, 13 epizódban)
- Newhart (1983, egy epizódban)
- ChiPs (1983, egy epizódban)
- Egy kórház magánélete (St. Elsewhere) (1983–1988, 97 epizódban)
- The Jeffersons (1984, egy epizódban)
- Lottery! (1984, egy epizódban)
- Faerie Tale Theatre (1985, egy epizódban)
- Throb (1987, egy epizódban)
- MacGyver (1989, egy epizódban)
- Have Faith (1989, hét epizódban)
- Doctor Doctor (1990, egy epizódban)
- Sydney (1990, egy epizódban)
- Night Court (1990, egy epizódban)
- Bobby's World (1990, egy epizódban, hang)
- Gyilkos sorok (Murder, She Wrote) (1990, egy epizódban)
- Gabriel's Fire (1991, egy epizódban)
- Dream On (1991, egy epizódban)
- Nurses (1992, egy epizódban)
- Davis Rules (1992, egy epizódban)
- Good Advice (1993, egy epizódban)
- Jack's Place (1993, egy epizódban)
- Melrose Place (1994, egy epizódban)
- Rebel Highway (1994, egy epizódban)
- Babylon 5 (1994–1998, 110 epizódban)
- Howie Mandel's Sunny Skies (1995, két epizódban)
- Misery Loves Company (1995, nyolc epizódban)
- Chicago Hope kórház (Chicago Hope) (1995, egy epizódban)
- Freakazoid! (1995–1996, négy epizódban, hang)
- Halálbiztos diagnózis (Diagnosis Murder) (1996, egy epizódban)
- Road Rovers (1996, egy epizódban, hang)
- Timon és Pumbaa (Timon & Pumbaa) (1996, egy epizódban, hang)
- Dzsungel könyve (Jungle Cubs) (1997–1998, nyolc epizódban, hang)
- Buzz Lightyear of Star Command (2000–2001, 61 epizódban, hang)
- Dokik (Scrubs) (2002, egy epizódban)
- Kémcsajok (She Spies) (2002, egy epizódban)